# Cabal Online
Cabal Online (tiếng Hàn Quốc: 카발 온라인, cách điệu: CABAL Online) là tựa game nhập vai trực tuyến nhiều người chơi 3D dưới dạng free-to-play được công ty ESTsoft của Hàn Quốc phát triển. những phiên bản bản địa hóa khác nhau của game tồn tại ở nhiều quốc gia và khu vực khác nhau. Mặc dù là free-to-play, trò chơi sử dụng mô hình kinh doanh freemium bằng cách triển khai "Item Shop" (cửa hàng vật phẩm), cả trong game và thông qua trang web, cho phép người chơi mua những đồng xu cao cấp đặc biệt bằng tiền thật, để có được các tính năng và cải tiến độc quyền của trò chơi, những vật phẩm hữu ích và các loại nội dung hư ảo.

## Cốt truyện
Cabal Online diễn ra trong một thế giới hư cấu có tên là Nevareth, gần một nghìn năm sau khi bị một nhóm người có lý tưởng mạnh mẽ gọi là CABAL tàn phá. Với hy vọng biến đổi thế giới của mình thành một utopia, họ đã vô tình thúc đẩy các thế lực và quy luật tự nhiên nổi dậy chống lại mình, gây ra sự kiện được gọi là Ngày Tận Thế. Sau sự hủy diệt, chỉ có tám thành viên của CABAL sống sót, bao gồm cả thủ lĩnh của họ tên gọi Faust. Khi tiên tri về tương lai, Faust đã nhìn thấy sự trỗi dậy của một thế lực tà ác một lần nữa sẽ hủy hoại vùng đất Nevareth. Trong thời đại ngày nay, thế lực hắc ám đó đã đến đây rồi. Giờ đây người chơi phải đối mặt với làn sóng tay sai xâm chiếm thế giới và khám phá sự thật đằng sau đó.

## Lịch sử
Cabal Online được phát hành lần đầu tiên tại Hàn Quốc vào tháng 10 năm 2005. Trò chơi sau đó được phát hành từ giai đoạn thử nghiệm closed beta ở châu Âu vào tháng 7 năm 2006, và vào tháng 12 năm 2006, có thông báo rằng tựa game này và tất cả các phiên bản tiếp theo đã trở thành free-to-play. Ở Bắc Mỹ, OGPlanet đã nhận được giấy phép dành cho game và thử nghiệm open beta bắt đầu vào ngày 1 tháng 2 năm 2008. Người ta cũng tuyên bố rằng bản phát hành đầy đủ rất có thể sẽ ra mắt vào cuối tháng 2. Ngày 28 tháng 2 năm 2008, phiên bản chính thức ra mắt tại Bắc Mỹ, trong lúc bản closed beta bắt đầu ở Đông Nam Á. Gameforge phát hành Cabal Online ở Đức vào ngày 3 tháng 12 năm 2009. Dịch vụ ở Bắc Mỹ do OGPlanet cung cấp đã bị ngừng vào ngày 31 tháng 3 năm 2010 do công ty không đạt được thỏa thuận với ESTsoft, trong khi ESTsoft sau đó đã thiết lập lại dịch vụ trực tiếp ở Bắc Mỹ.

## Lối chơi

Một Force Blader cấp thấp sử dụng phép thuật giao chiến với quái vật trong Cabal Online. Màn hình hộp thoại nhân vật và kho đồ đang mở.

Là một MMORPG điển hình, lối chơi trong Cabal Online chứa đựng các yếu tố của cả PvP và PvE, cũng như việc giết người chơi. Các yếu tố PvE bao gồm cày game và làm nhiệm vụ thưởng cho người chơi các loại vật phẩm và điểm kinh nghiệm, cũng như phó bản để nhận được các loại kho báu và "Alz", đơn vị tiền tệ trong game. Các yếu tố PvP bao gồm tiêu diệt người chơi trong các kênh đặc biệt (có hình phạt nếu giết hàng loạt), sắp xếp các cuộc đấu tay đôi giữa hai người chơi mà không có hình phạt nào cho bên nào, hệ thống Mission War, chia người chơi thành hai quốc gia, Capella và Procyon, cũng như phe Trung lập và yêu cầu họ tiến hành chiến tranh với nhau trong các sự kiện Tierra Gloriosa, các kênh chiến tranh cụ thể và tất cả các màn chơi cấp cao hơn (luôn kích hoạt chiến tranh) và cuối cùng là hệ thống Bang hội đấu với Bang hội, cho phép các cuộc chiến tranh nhỏ được sắp xếp giữa hai bang hội. Người chơi có thể liên kết với nhau để thành lập một nhóm với tối đa sáu nhân vật. Điểm kinh nghiệm thưởng được trao cho các thành viên trong nhóm dựa trên sự đóng góp của họ.
Trò chơi được chia thành các máy chủ hoặc thế giới trò chơi, mỗi máy chủ có tên riêng và tập hợp các phân khu - kênh tiếp theo. Mặc dù người chơi từ các máy chủ khác nhau không thể tương tác với nhau trừ khi họ chuyển sang cùng một máy chủ bằng các vật phẩm cao cấp đặc biệt, họ có thể tự do chuyển đổi qua tất cả các kênh có sẵn trên một máy chủ, bao gồm cả kênh Premium nếu họ đã mua gói Premium. Tuy nhiên, các nhân vật ở các kênh khác nhau không thể hỗ trợ trực tiếp lẫn nhau; chỉ những nhân vật trong cùng một kênh mới có thể tương tác. Trò chuyện bỏ qua hạn chế này đối với các chế độ trò chuyện như nhắn tin riêng tư (thì thầm), trò chuyện bang hội, trò chuyện nhóm hoặc phòng trò chuyện cá nhân. Tất cả các máy chủ ở mỗi phiên bản bản địa hóa đều có nội dung như nhau, ngoại trừ cơ sở người chơi và nền kinh tế. Tuy vậy, các phiên bản khu vực khác nhau của Cabal Online có thể có nội dung khác nhau, đặc biệt là bản địa hóa tiếng Hàn, luôn cập nhật hơn các phiên bản còn lại. Mỗi tài khoản cho phép sáu nhân vật trên mỗi máy chủ, nhưng chỉ cần một tài khoản để truy cập tất cả các máy chủ.
Các kênh sử dụng các cơ chế khác nhau tùy thuộc vào mục đích của chúng. Những kênh được gắn nhãn màu xanh lá cây thân thiện với người mới và vô hiệu hóa tính năng giết người chơi (mặc dù cơ chế chiến tranh vẫn được áp dụng, ngay cả trong những màn chơi tiêu chuẩn cấp cao hơn), trái ngược với các kênh màu trắng không cấm điều đó. Kênh Thương mại được thiết kế đặc biệt để mua và bán vật phẩm trong game, áp dụng các hạn chế đối với lối chơi thông thường, chẳng hạn như xóa quyền tiếp cận dungeon phó bản và hình nộm luyện tập, cũng như loại bỏ tất cả kẻ thù trong môi trường. Giao dịch trên kênh này có thể được thực hiện thông qua các kênh phát sóng toàn kênh hoặc các quầy hàng ở chợ cá nhân, trong đó các mặt hàng có thể được bày bán và định giá để mọi người có thể tiếp cận. Chỉ những người dùng đã mua gói Premium hoặc gói tương đương từ Item Shop mới có thể truy cập bất kỳ kênh nào được gắn thẻ Premium.
Các kỹ năng đặc biệt trong game được mở khóa tại một số điểm nhất định trong quá trình phát triển của nhân vật bằng cách hoàn thành các nhiệm vụ "xếp hạng" cụ thể. Những kỹ năng này bao gồm Combo Mode, cho phép sử dụng liên tiếp một số kỹ năng khi đồng hồ kết hợp được nhấn đúng thời điểm, cũng như một số Battle Mode cung cấp phần thưởng thuộc tính tạm thời cho nhân vật hoặc thậm chí là chế độ chiến đấu đặc biệt.

### Thế giới
Thế giới của Cabal Online được chia thành các khu vực khác nhau, cụ thể là màn chơi và dungeon. Những người chơi bắt đầu sẽ chỉ có thể tiếp cận ba màn chơi và một khu vực "Warp Gate", nơi cung cấp quyền tiếp cận đi bộ vào cả ba màn chơi ban đầu. Khi tiến vào trò chơi và đạt được cấp độ nhân vật, họ sẽ được cấp quyền tiếp cận các màn chơi mới và ngày càng khó, cũng như các dungeon phó bản. Mỗi màn chơi có bối cảnh và thời tiết khác nhau; ví dụ trong số này bao gồm sa mạc, rừng rậm, băng tuyết và thậm chí cả cảnh quan thành phố tương lai hoặc địa ngục. Mỗi màn chơi có một nhóm NPC riêng, chẳng hạn như nhân vật nhiệm vụ và cửa hàng, cũng như nhiều quái vật để chiến đấu và nhận kinh nghiệm cũng như kho báu. Việc di chuyển từ màn chơi này sang màn chơi khác được thực hiện bằng cách đi qua các liên kết Warp Gate hoặc bằng cách sử dụng Premium GPS Warp để chuyển ngay sang một màn chơi cụ thể. Khi hỗ trợ di chuyển bằng cách đi bộ, người chơi có thể sở hửu các loại phương tiện đặc biệt, cụ thể là Astral Boards và Bikes, mang lại tốc độ cao hơn hoặc sử dụng các kỹ năng tăng cường chuyển động đặc biệt "Dash" và "Blink", những kỹ năng sau chỉ dành riêng cho lớp nhân vật Wizard.

### Lớp nhân vật
Có chín lớp nhân vật trong Cabal Online. Khi một nhân vật được tạo thành, người chơi phải chọn lớp nhân vật mà nhân vật đó sẽ đảm nhận. 9 lớp nhân vật này bao gồm Warrior, Blader, Wizard, Force Blader, Force Shielder, Force Archer, Gladiator, Force Gunner và Dark Mage. Các lớp nhân vật khác nhau cung cấp các chiến lược, thư viện kỹ năng, kho vũ khí và thậm chí cả địa điểm xuất phát khác nhau.
Bằng cách lên cấp, người chơi sẽ nhận được điểm mà họ có thể áp dụng trong ba thuộc tính khác nhau sẽ định hình tính cách của họ, đó là Strength hoặc STR, Intelligence hoặc INT và Dexterity hoặc DEX. Các thuộc tính này ảnh hưởng đến một số thuộc tính phụ sẽ xác định điểm mạnh và điểm yếu của nhân vật một cách hiệu quả. Các thuộc tính phụ này là Attack, sức mạnh thể chất của kỹ năng Kiếm, Magic, sức mạnh phép thuật của kỹ năng Phép thuật, Defense, khả năng chống lại các cuộc tấn công của kẻ thù, Hit hoặc Attack Rate, độ chính xác của tất cả các đòn tấn công của người chơi và Defense Rate, tốc độ các đòn tấn công của kẻ thù được né tránh hoàn toàn.

#### Warrior
Warrior là người rèn luyện sức của cơ thể một cách thuần túy và phát triển dựa trên nền tảng cơ bản, tạo nên một sức mạnh nổi trội hơn những người theo Force khác. Họ cần sức mạnh hơn là tốc độ và kỹ xảo. Những cuộc giao chiến giữa các Warrior luôn "kinh thiên, động địa". Tuy nhiên, hạn chế của lớp nhân vật này là tốc độ ra đòn chậm, đối phương có thể dễ dàng khống chế, nên họ đã linh hoạt bỏ bớt trí năng trong các bài tập luyện và dồn hết vào sức mạnh cơ bắp. Những Warrior từng trải có khả năng bộc phát những sức mạnh tiềm ẩn bằng cách sử dụng lực để trở thành những Berserk Warrior và sử dụng Astral Weapons bằng ý thức tinh thần.

#### Blader
Đặc tính của Blader là thông qua năng lực của cơ thể cực đại hóa tốc độ chiến đấu tinh xảo và chuẩn xác. Ban đầu, lớp nhân vật này không phải dùng song kiếm mà sử dụng rất nhiều vũ khí đa dạng. Blader có thể sử dụng 1 hoặc 2 kiếm, họ thường mặc trang phục phòng ngự nhẹ, nhằm tăng sự linh hoạt, như Martial Suit Set ở lục địa Huan. Khí lực và sự nhanh nhẹn là yếu tố cơ bản của lớp nhân vật này. Blader sử dụng thành thục sẽ phát huy hết khả năng nhanh chóng để có thể công kích hiệu quả nhờ tạo nên những ảo ảnh. Thêm vào đó, có khả năng triệu hồi Astral Weapons linh hoạt và tung đòn chí tử dễ dàng kết liễu đối phương.

#### Wizard
Wizard là người sử dụng sức mạnh được gọi là ma thuật điều khiển cơ thể. Ma pháp cũng như kiếm pháp, được truyền ngược dòng thời gian qua thời đại Honorable Age đến thời đại Lost Age. Ma pháp mà các lính chiến sử dụng được phát triển dựa theo những quan đểm của thế hệ Seven-Sages đều tiên. Nếu kiếm thuật sử dụng năng lực cơ thể để cực đại hóa lực phá hoại vật lý thì ma pháp là kỹ thuật chiến đấu làm phát sinh nội lực cơ thể nhằm điều khiển thế lực thiên nhiên bên ngoài. Để điều khiển ma thuật hiệu quả, Wizard phải tăng cường trí năng mà không cần nhiều sức mạnh vật lý và sự nhanh nhẹn. Theo kinh nghiệm, họ không mặc áo giáp bằng kim loại vì nó hạn chế khả năng cảm nhận thế lực của tự nhiên. Wizard dày dạn kinh nghiệm có thể thi triển ma thuật một cách dễ dàng với sức công phá lớn.

#### Force Archer
Force Archer được phát triển từ một nhánh của Wizard. Họ nhận thức được tiềm năng tấn công từ xa của ma thuật và học cách tăng cường phép thuật. Kiến thức căn bản cần nắm là tính đối nghịch giữa "khoảng cách với không gian" và "không gian với sức mạnh". Những người sáng tạo ra Force Archer chú trọng đến "tốc độ và khoảng cách" hơn "không gian và sức mạnh". Force Archer được phát triển kỹ năng công kích tầm xa cực mạnh vì thế thiết bị chuyên dùng cho họ là Crystal, một phiên bản cao cấp hơn từ Orb của Wizard. Song song, Astral Bow giúp giảm thiểu nguy cơ mất sức mạnh khi tấn công tầm xa và cải thiện lực điều khiển, tốc độ tấn công.

#### Force Shielder
Phát minh về Crystal đã tạo ra những khả năng khác trong việc điều khiển lực. Force Shielder nhận thấy Astral Bow của Force Archer có thể hỗ trợ điều khiển lực tầm xa, vì thế họ đã học cách sử dụng uy lực có trong Crystal để lực không bị phân tán khi tấn công và đã hình thành khả năng sử dụng Astral Shield. Warrior và Blader không có công cụ phòng ngự tốt nhưng người chơi dễ dàng nhận thấy sức chịu đòn của Force Shielder. Họ đã chọn trang bị giáp nặng cộng với Astral Shield làm công cụ phòng vệ.

#### Force Blader
Force Blader được sinh ra cùng thời với Force Shielder nên lớp nhân vật này chịu nhiều ảnh hưởng từ Force Shielder. Lúc đầu, cũng giống như Force Shielder, Force Blader một tay cầm kiếm một tay điều khiển ma thuật. Điểm khác là họ thiên về tấn công và dựa vào yếu tố nhanh nhẹn, chính vì thế nên họ sử dụng giáp nhẹ Battle Suit Set. Do lớp nhân vật này chủ yếu dùng vào việc đột kích nên thường dùng Orb hơn là Crystal. Nhờ thế, Force Blader dễ dàng đạt được thành quả cao trong việc tạo ra ma thuật kiếm pháp.

#### Force Gunner
Là một phong cách chiến đấu do lực lượng đặc biệt điều khiển được tạo ra trong bí mật, Force Gunner chuyên về các kỹ năng bắn tỉa tầm xa và sát thương diện rộng Area of Effect mạnh mẽ. Tập trung vào tốc độ tấn công cao hơn và các đòn tấn công chí mạng, Force Gunners kết hợp các đòn tấn công vật lý và phép thuật để tiêu diệt kẻ thù của họ từ xa. Force Gunner mặc áo giáp trung bình và được hưởng lợi từ chỉ số Intelligence và Dexterity.

#### Gladiator
Gladiator là lớp nhân vật cận chiến mạnh mẽ dựa vào tài nguyên Rage để gây sát thương tầm gần và tầm xa. Rage được tích lũy thông qua việc liên tục sử dụng các kỹ năng, khiến Gladiator trở nên điên cuồng. Gladiator xuất sắc trong việc gây sát thương diện rộng Area of Effect và sử dụng vũ khí Chakram độc đáo, mặc áo giáp hạng nặng và được hưởng lợi rất nhiều từ chỉ số Strength.

#### Dark Mage
Dark Mage là lớp nhân vật cuối cùng được game giới thiệu. Trên trang web chính thức, nó được mô tả là một nhóm pháp sư đối phó với Force và khao khát sức mạnh vượt xa phép thuật trần tục. Sau nhiều thập kỷ nghiên cứu, họ đã có thể hợp nhất linh hồn của người chết với Force, tạo ra phép thuật có thể triệu hồi cả bóng tối và ánh sáng của sinh vật. Lớp nhân vật này sử dụng Orbs và chỉ số chính của họ là Intelligence.

### Nation/Mission War
Khi người chơi đã đạt đến cấp 52 và hoàn thành nhiệm vụ chọn Quốc gia, trong thời gian đó họ sẽ chọn phe Capella hoặc Procyon, một sự kiện mới sẽ được kích hoạt cho người chơi. Đây là Nation War, diễn ra nhiều lần mỗi ngày và cho phép các quốc gia đối lập chiến đấu với nhau và nhận được điểm kinh nghiệm chiến tranh, sau đó có thể chuyển đổi thành điểm kinh nghiệm, kinh nghiệm kỹ năng hoặc điểm danh dự, cũng như thành phần thưởng đặc biệt ở mỗi phe trong cuộc chiến này. Tùy thuộc vào cấp độ của nhân vật, người chơi sẽ có thể truy cập các kênh Nation War khác nahu. Trong Chiến tranh, người chơi đấu tranh để vượt qua các địa điểm quan trọng được kiểm soát bởi những quái vật hộ mệnh hùng mạnh gọi là Legacy Guardians, chống đỡ người chơi đối phương và sau cùng chiếm quyền kiểm soát căn cứ chính của kẻ thù, giành chiến thắng một cách hiệu quả trên chiến trường.

## Đón nhận
Cabal Online nhận được nhiều đánh giá trái chiều từ giới phê bình. Tháng 12 năm 2006, PC Gamer UK đã chấm cho game 6,4 điểm, nhận xét rằng trò chơi này "chung chung đến mức đáng kinh ngạc".  Tạp chí cũng đã chỉ trích Cabal Online vì chia sẻ nhiều tính năng như các tựa game MMORPG Hàn Quốc khác. Bất chấp những đánh giá tiêu cực từ PC Gamer UK, trò chơi vẫn được bình chọn là một trong "9 Game MMO Miễn Phí Đáng Chơi Nhất" trong số tháng 6 của tạp chí này.

## Phần tiếp theo
Cabal Online 2 được quảng bá tại Hàn Quốc vào tháng 10 năm 2010 trước khi bắt đầu G-Star 2010, tại Busan. Trò chơi khuyến khích sự thay đổi từ chủ đề "techno-punk" ban đầu thành chủ đề hoàng gia, một tựa game siêu hành động với sáu lớp nhân vật có sẵn. Tuy nhiên, thay đổi này bao gồm việc loại bỏ lớp nhân vật Blader khỏi bản game gốc, thay thế bằng lớp nhân vật Priest mới. Phần tiếp theo của Cabal Online sử dụng CryEngine 3 làm game engine đồ họa chính. Phần tiếp theo đã ngừng hoạt động vào ngày 8 tháng 4 năm 2018.